# Institut supérieur des arts et métiers de Kasserine
L'Institut supérieur des arts et métiers de Kasserine (arabe : المعهد العالي للفنون والحرف بالقصرين) est une institution d'enseignement supérieur tunisienne délivrant le diplôme de licence appliquée dans plusieurs domaines. Elle est basée à Kasserine, et compte 388 étudiants en 2013.